# Averøy
Averøy ist eine norwegische Kommune in der Fylke (Provinz) Møre og Romsdal. Verwaltungssitz ist Bruhagen.

## Geographie und Verkehr
Die Kommune Averøy besteht aus der gleichnamigen Insel Averøya, westlich von Kristiansund sowie mehreren kleinen Inseln. Größere Ortschaften sind Bremsnes, Kårvåg und Langøy. Benachbarte Kommunen sind Kristiansund, Gjemnes und Hustadvika.
Die Reichsstraße 64 verbindet Averøy mit Molde. Nach Kristiansund verkehrte von Bremsnes aus eine Fähre. Am 19. Dezember 2009 wurde sie durch einen Tunnel ersetzt.

## Sehenswürdigkeiten
- Atlanterhavsveien ist ein Teilstück der Reichsstraße 64, das Averøy über acht Brücken mit Eide verbindet. Die Straße wurde 1989 fertiggestellt und zum norwegischen Bauwerk des Jahrhunderts gewählt.
- Die Stabkirche Kvernes ist eine Stabkirche aus dem 14. Jahrhundert.
- Bremsnes Kirke ist eine Kirche aus dem 18. Jahrhundert.
- Gamle Kvernes bygdemuseum ist ein Freilichtmuseum. Es gehört zum Nordmøre Museum.
- Bremsneshola ist die größte Höhle in der Region Nordmøre.
- Håholmen ist ein altes Fischerdorf, das von dem Abenteurer Ragnar Thorseth restauriert wurde.
- Håkkårøysa ist Nordmøres größter Grabhügel. Er stammt aus der Wikingerzeit.
- Gedenkstätte an die auf See Gebliebenen
- Steinkreis von Kvernes

## Bekannte Personen aus Averøy
- Aud Inger Aure (1942–2023), Politikerin
- Magne Hoset (* 1980), Fußballspieler